# 旺楚克·滕辛·纳姆加尔
旺楚克·滕辛·纳姆加尔（锡金语：དབང་ཕྱུག་བསྟན་འཛིན་རྣམ་རྒྱལ་，威利：dBang-phyug Bstan-'dzin rnam-rgyal，THL：Wangchuk Tenzing Namgyal；1953年4月1日—），一译“旺秋丹增南嘉”、“旺楚克·丹津·那木扎尔”，锡金末代王储和现任锡金流亡却嘉（国王）。

## 生平
旺楚克·滕辛·纳姆加尔是锡金王国末代却嘉巴登顿珠郎加次子，为西藏人桑颇·桑吉德西所生。曾就读于哈罗公学。
1982年1月29日，其父于美国纽约市逝世之后，宣布自己继承王位，拒绝承认印度吞并锡金的合法性。
2003年，随着中华人民共和国放弃对锡金的承认，其王位目前已无任何主权国家承认。据《印度斯坦时报》报道，他目前已经出家多年，有时隐居在不丹和尼泊尔的山洞中。2023年5月，他在甘托克参加了其父已故国王100周年诞辰的纪念活动。